# Miguel Beltrán Lloris
Miguel Beltrán Lloris (Cartagena, España, 1947) es un historiador, arqueólogo y museólogo español. Director del Museo de Zaragoza (1974-2014), y antes del Museo de Cáceres (1971-1973). Prolífico autor sobre museología y la Antigüedad, asimismo ha dirigido excavaciones en sitios arqueológicos como Caesaraugusta (Zaragoza), Celsa (Velilla de Ebro), Arcóbriga y Azaila.

## Biografía
Hijo de Trinidad Lloris y Antonio Beltrán Martínez (profesor y cronista oficial de la ciudad de Zaragoza), Miguel Beltrán ha coincidido y continuado en muchos aspectos la obra de su padre. Doctor en Filosofía y Letras por la Universidad de Zaragoza en 1973. En 1991 ingresó en el Real Patronato del Museo del Prado y desde 1992 es académico correspondiente de la Real Academia de la Historia. Miembro en otras instituciones como la Real Academia de Bellas Artes de San Luis de Zaragoza y el Instituto Arqueológico Alemán. Director de publicaciones como Caesaraugusta y el Boletín del Museo de Zaragoza, del Gobierno de Aragón, dirige también la cátedra Galiay de Prehistoria, Arqueología e Historia Antigua, de la Institución Fernando el Católico. Ingresó en 1970 en la Orden de Alfonso X el Sabio.